# Gilgandra
Gilgandra est une ville australienne située dans la zone d'administration locale du même nom, dont elle est le chef-lieu, en Nouvelle-Galles du Sud.

## Géographie
La ville est située dans la région d'Orana au centre de la Nouvelle-Galles du Sud, à 460 km au nord-ouest de Sydney et à 66 km de Dubbo sur la Castlereagh Highway.

## Histoire
Son nom est d'origine aborigène et voudrait dire « grand trou d'eau ».
Les premiers colons s'installent dans la région dans les années 1860 et la ville est fondée en 1888. Elle devient le chef-lieu du comté homonyme en 1906.

## Démographie
La population s'élevait à 3 126 habitants en 2016.